# Coelogyne gongshanensis
Coelogyne gongshanensis là một loài thực vật có hoa trong họ Lan. Loài này được H.Li ex S.C.Chen mô tả khoa học đầu tiên năm 1999.